# El Port Nou
El Port Nou és una urbanització situada al municipi de Son Servera a Mallorca. Està situada a la vora de la mar prop de Cala Bona, entre el Port Verd i el Port Vell.